# Jean-Baptiste Lasserre
Pour les articles homonymes, voir Lasserre.
Jean-Baptiste Lasserre, dit Camille Lasserre, né le 26 août 1852 à Mont-de-Marsan, décédé le 03 janvier 1939, est un militaire français.

## Biographie

### Famille
Jean-Baptiste Lasserre est issu d'une vieille famille de bateliers du port de Mont-de-Marsan. Son père se nomme Pierre Lasserre jeune et sa mère, Marie Dubroca. Au cours de sa vie, il ne se marie pas.

### Formation
Il fait ses études au lycée Victor-Duruy avant d'être diplômé de l'école polytechnique à l'âge de 20 ans. Il fréquente également École militaire d'équitation de Fontainebleau.

### Carrière militaire
Durant sa carrière militaire, il passe plusieurs années dans l'Empire colonial français d'Extrême-Orient et en Afrique française : Cochinchine française en 1880-1881 avec le grade de capitaine, Madagascar de 1886 à 1889, royaume du Dahomey en 1892 (il y est blessé à deux reprises dans la brousse), Indochine française en 1897-1898 avec le grade de colonel. Il est promu général à la suite de sa participation en 1900 à la coalition occidentale contre la révolte des Boxers en Chine.  
Il repart au Tonkin  de 1904 à 1907 puis il rejoint Dakar de 1913 à 1914 où il est commandant des troupes de l'Afrique-Occidentale française. Il combat également sur le front de la Première Guerre mondiale de 1914 à 1916, notamment en tant que chef de la 101e division d'infanterie territoriale (19 mai 1915 - 19 juin 1916). Il finit sa carrière avec le grade de général de division. Il se retire à Mont-de-Marsan, où il se consacre à l'étude.

## Postérité
Trois semaines après le décès du général, le conseil municipal de Mont-de-Marsan, en sa séance du 27 janvier 1939, renomme la rue de la Victoire en rue Général-Lasserre.
Le sculpteur Cel le Gaucher réalise un médaillon en bronze représentant le buste de l'officier coiffé du casque colonial. Cette œuvre orne, depuis le 26 août 1945 (jour de l'anniversaire du général), la façade de la maison au n°9 de ladite rue, où Jean-Baptiste Lasserre est né et où il vécut.